# Roche Towers
Pour les articles homonymes, voir Roche Tower (homonymie).
Les Roche Towers sont le siège social de l'entreprise pharmaceutique Roche, implanté à Bâle, dans le canton de Bâle-Ville, en Suisse.
Le siège, situé dans le quartier du Bâle-Wettstein, sera composé de 8 bâtiments, dès l'horizon 2024, dont la Roche Tower 1, la Roche Tower 2.

## Histoire
C'est en 2006 que l'entreprise Roche débute des investigations pour construire une tour d'une hauteur de 154 mètres, pouvant accueillir jusqu'à 2400 personnes et avec un coût estimé à 550 millions de francs. Le projet, dessiné et conçu par l'entreprise Herzog et de Meuron, étant trop complexe pour des raisons techniques est abandonné en 2008.
Après plusieurs années pour la conception d'un nouveau projet, l'entreprise Roche obtient, en 2011, le permis de construire pour ériger une tour mesurant 178 mètres de hauteur, devenant alors à la fin de sa construction le plus haut gratte-ciel de Suisse.
Les travaux de la nouvelle tour commencent le 9 mai 2012,.
Le 24 juin 2014, après 25 mois de travaux, la tour devient le plus haut gratte-ciel de Suisse avec ses 130 mètres, dépassant donc la Prime Tower de Zurich faisant 126 mètres de haut.

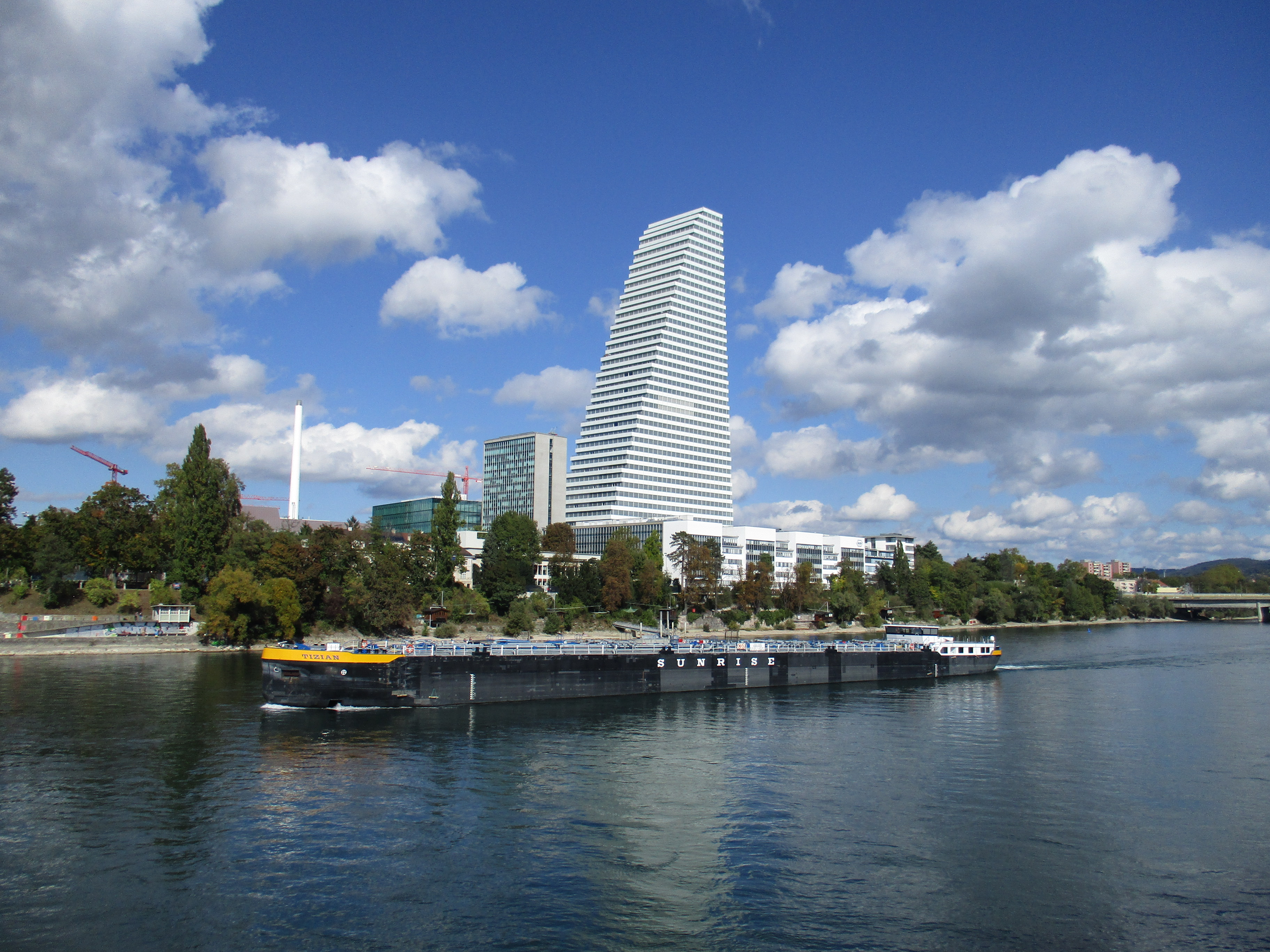
La Roche Tower 1 en 2015.

La Roche Tower 1 est inaugurée le 18 septembre 2015 pour un coût de 550 millions de francs. Elle est signée par l'entreprise d'architecture Herzog et de Meuron. Elle compte 41 étages sur une surface de 74'200 mètres carrés à la base et peut accueillir jusqu'à 2400 personnes,.

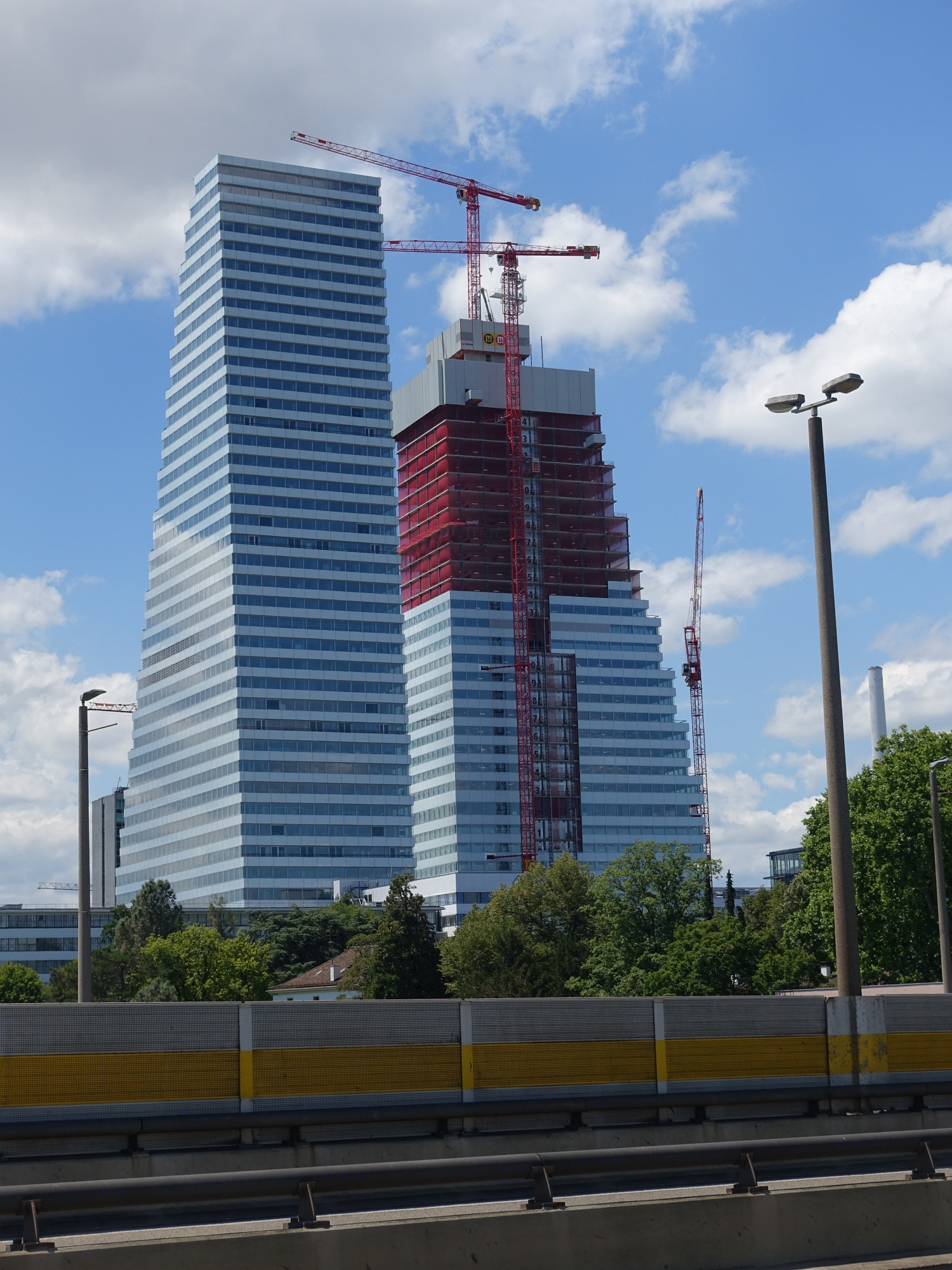
La Roche Tower 1 et la Roche Tower 2, en construction, en 2020.

La Roche Tower 2 est inaugurée, 7 ans plus tard, pour un coût de 550 millions de francs également et une hauteur de 205 mètres. Elle compte 50 étages et une surface de 83000 mètres carrés à la base et peut accueillir jusqu'à 3100 personnes,.

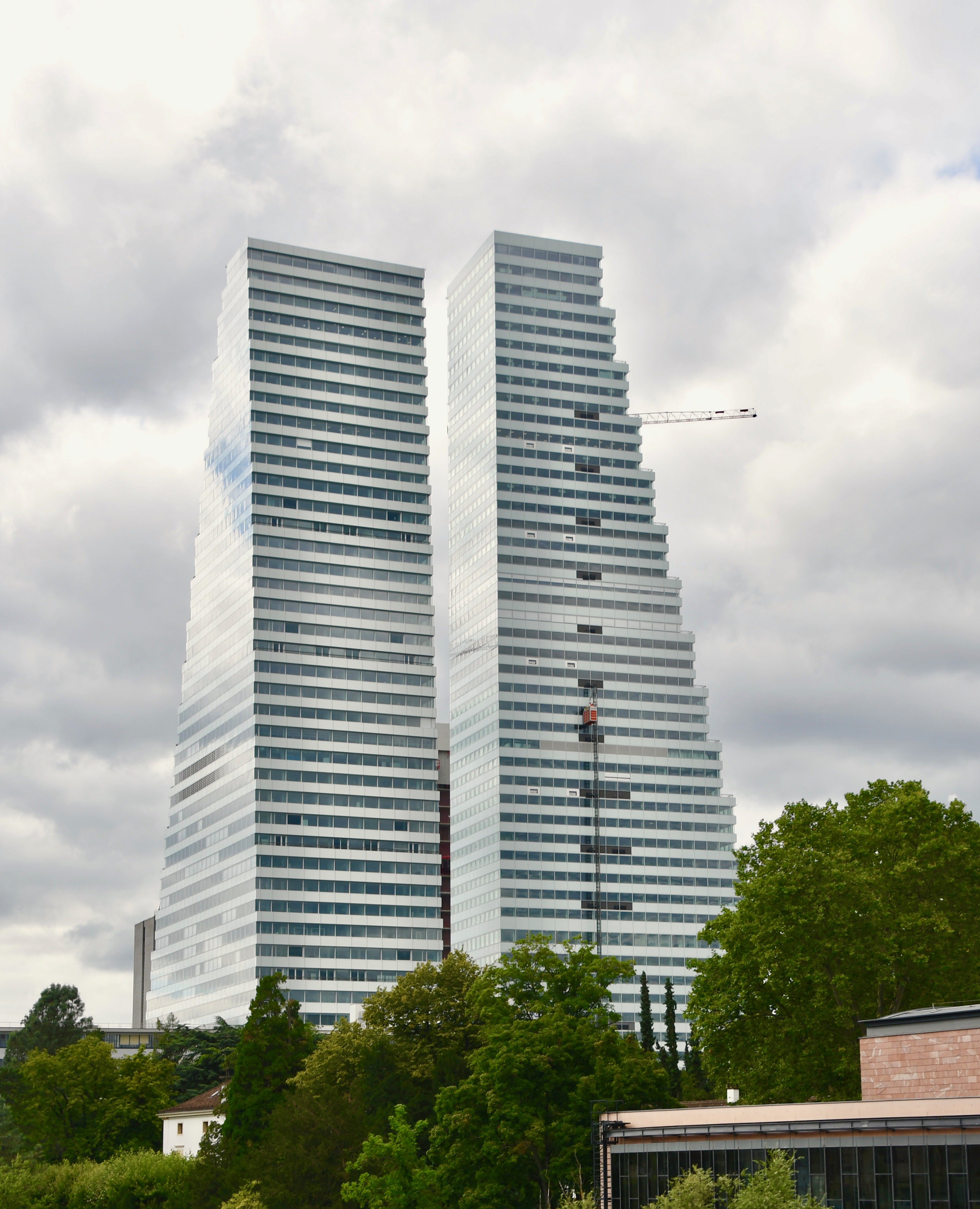
Les tours Roche, le 16 août 2021.